# 이지승
이지승(1969년 10월 1일 ~ )은 대한민국의 영화 감독이자 교수, 영화 제작자이다. 1969년 서울 출생으로 92년 한양대학교 연극영화과를 졸업하고 97년 뉴욕대학교 대학원 영화이론학과를 졸업했다. 현재 한국영화아카데미 제작총괄 책임교수로 재직중이다.

## 학력
- 한양대학교 연극영화과 학사
- 뉴욕대학교 영화이론학과 (Cinema Studies) 석사

## 필모그래피

### 각본/감독
- 여타짜(2021년)
- 섬. 사라진 사람들(2016년)
- 세개의 거울(2013년)
- 공정사회(2013년)

### 기획/제작/프로듀서
- 컷 런스 딥 (The Cut Runs Deep)(1997년)-프로듀서
- 투 타이어드 투 다이 (Too Tired to Die)(1998년)-프로듀서
- 세븐틴(1988년)-기획
- 세기말(1999년)-기획
- 춘향뎐(2000년)-기획
- 색즉시공(2002년)-프로듀서
- 낭만자객(2003년)-프로듀서
- 청춘만화(2006년)-프로듀서
- 해운대(2009년)-프로듀서
- 통증(2011년)-프로듀서
- 어벤져스: 에이지 오브 울트론 (Avengers: Age of Ultron)(2015년)-코리아유닛 프로듀서

## 수상
- 2013년 에센스 국제영화제 1등상 (공정사회)